# Dreamland (大貫妙子の曲)
「dreamland」（ドリームランド）は、大貫妙子の通算17枚目となるシングル。
1991年10月23日にEASTWORLD/東芝EMIから発売された。ミディから東芝EMIへの移籍第一弾となるシングルである。

## 概要
アルバム『NEW MOON』に続き、本作も大貫と小林武史の共同プロデュース作品となっている。小林は編曲も担当し、キーボード演奏でも参加している。この後も大貫と小林は共同で2枚のアルバム『DRAWING』『Shooting star in the blue sky』を制作している。
表題曲「dreamland」は、1991年の全日空 ANA'S EUROPE ”飛遊人”のコマーシャルのために書き下ろされたもので、同CMのイメージソングとして使用された。
レコチョクの楽曲解説では、「澄明な歌声と心地よいリズム、12弦ギターの豊かな響きが大空を駆けて時の彼方で出会う旅へとそっと誘ってくれる曲。」と評されている。
カップリング曲「恋におちて」は、TBS系金曜コレクション『風に吹かれて』のエンディング・テーマとして使用された。
ジャケットのデザインは信藤三雄が担当している。

## 収録曲
1. dreamland（4:45）
作詞・作曲・コーラスアレンジ: 大貫妙子 / 編曲: 小林武史
2. 恋におちて（4:22）
作詞・作曲・コーラスアレンジ: 大貫妙子 / 編曲: 小林武史

## 参加ミュージシャン
dreamland
- Keyboards: 小林武史
- 12 String Acoustic Guitar: 小倉博和
- Bass: 岡沢章
- Drums: 小田原豊
- Percussion: Steve Thornton
- Computer Programming: 角谷仁宣[7]

恋におちて
- Keyboards: 小林武史
- Guitar: 小倉博和
- Bass: 岡沢章
- Drums: 小田原豊
- Computer Programming: 角谷仁宣

## 参考資料
- オリコン『SINGLE CHART-BOOK COMPLETE EDITION 1968-2005』オリコン・マーケティング・プロモーション、2006年4月。ISBN 9784871310765。
- 『Library 〜Anthology 1973-2003〜』（ライナーノーツ）大貫妙子、EASTWORLD/東芝EMI、2003年10月29日。TOCT-25187～8。
- 大貫妙子『大貫妙子 デビュー40周年アニバーサリーブック』河出書房新社、2014年6月30日。ISBN 978-4-309-27473-7。